# Rosty család

A barkóci Rosty család címere. 1632. október 31.

A barkóci Rosty család nagy múltra visszatekintő Vas, Békés, Pest és Zala vármegyei nemesi család.

## A család története

### Korai története

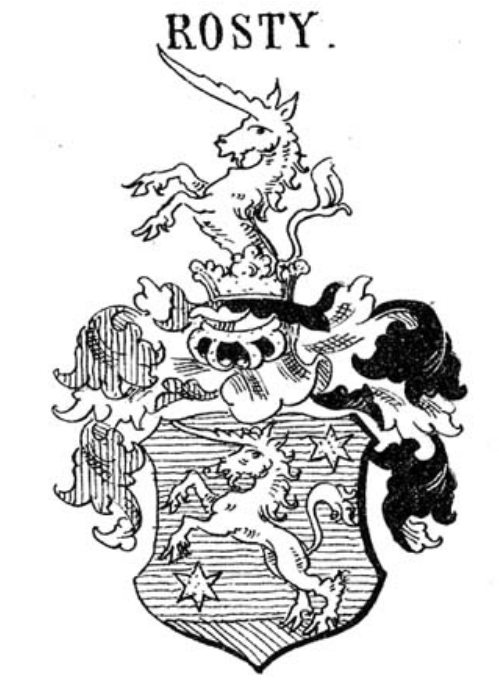
A barkóci Rosty család címere (a Siebmacher féle címeres könyvből)

A család első ismert nyoma a 15. század közepéről maradt fenn, amikor Rosty Miklós 1459-ben Újlaki Miklóstól a Stájerország szélén fekvő Vas vármegyei Haduperget (Hadenberg) kapta és arra a birtokra adományt szerzett I. Mátyás magyar királytól. A család sok viszontagságon ment keresztül, ősi birtokait elvesztvén, csak évtizedek után tudták visszaszerezni. Rosty Miklós fiáúl íratik Rosty Lőrincet, aki 1496 körül halhatott meg. Rosty Lőrinc fia, Rosty Bertalan, aki 1526-ban a mohácsi csatában esett el. Rosty Bertalannak fia Rosty Endre, akinek a gyermeke Rosty Mihály munkácsi várnagy, és a neje hosszútóti Hosszútóthy Borbála lett. Házasságukból származott fia Rosty Miklós (fl. 1610), aki sok viszontagság után Vas megyei ősi jószágait 1630 körül kezdte visszaperelni, azonban eme igyekezeteibe bele is halt. Rosty Mihály fia, Rosty Miklós Petretich Ilonát vette feleségül. Rosty Miklós és rokonai Péter és Mihály a nemesség gyakorlatából kiestek, és ezzel a nemességüket kétségbe vonták. Rosty Miklós és Petretich Ilona fia Rosty János (fl. 1632–1650) néhai apja pereskedéseit folytatta Rosty Mihály és Péter rokonaival 1632. október 31-én új címeres nemes levelet kapott II. Ferdinánd magyar királytól, amelyet Vas vármegyében 1633. május 30-án hirdették ki; az armálisban már szerepeltek a „Rosty de Barkócz” név alatt. Rosty Miklós és Petretich Ilona fia, Rosty János (fl. 1632–1650), földbirtokos, aki 1650-ben szerepelt Rohoncon mint a fületinci Kelcz családból való fületinci Keltz Anna férje. Rosty Jánosné Kelcz Anna (fl. 1650) szülei fületinci Keltz János (fl. 1611–1630), deklesini harmincados, földbirtokos és citaróci Czitaróczy Magdolna voltak. Rosty János a gróf Batthyány családtól 4000 forintért Rohoncon, Stanócon és Alsó-Rönökön vásárolt nagy birtokrészeket, amelyeket 100 évvel később az örökösök a grófi családnak visszaadtak. Rosty János és fületinci Keltz Anna felesége egyik gyermeke Rosty István (fl. 1684–1718) volt.
Rosty István (fl. 1684–1718) (†1718) gróf németújvári Batthyány Pál (1639–1674) bizalmas familiárisa volt. A főúr halála után, Rosty István az árváinak, gróf Batthyány Ferencn és Zsigmond javainak kormányzója (bonorum prefectus) avagy jószágkormányzója lett. 1681-ben képviselte Batthyány Ádám és Batthyány Ferenc, Németújvár örökös urait, és nevükben ellenvetéssel élt egy perben, amikor érvényesíteni akarták jogaikat a kőszegi uradalom birtokaival kapcsolatban. Rosty István első felesége, Kalocsányi Judit halála után elvette második nejét, az ősrégi Vas vármegyei nemesi származású Jobbágyi családnak a sarját, jobbágyi Jobbágyi Reginát (fl. 1691–1694). Rosty Istvánné Jobbágyi Regina felmenője vasjobbágyi Jobbágyi János (fl. 1597–1622), szalónaki tiszttartóként szolgált 1597 és 1622 között, és a gróf Batthyány család egyik legfontosabb familiárisa is volt; Jobbágyi János 1610. február 4-én II. Mátyás magyar királytól szerzett cimeres levelet, azonban a nemesi család legkorábbi első emlitése 1440-ből származik, amikor Vasjobbágyin földbirtokosok voltak. Ennek a Jobbágyi János szalonaki tiszttartónak két fia volt: vasjobbágyi Jobbágyi Dániel, aki 1637-től rohonc-szalonaki tiszttartó, valamint Jobbágyi Jeremiás, aki 1641-től németújvári tiszttartó volt. 1693. május 7-én a hodászi lakos Rosty István Jobbágyi Regina feleségével együtt megkapta a beteg gyermektelen Sankovich Ádám földbirtokait (köztük a Nagy és Kis-Barkóc, Muraszombat, Korong, Tótkeresztúr, Hadenberg, Poppendorf, Alsó- és felsőRönök és Füzesben levő részjószágai voltak), miután hosszú ideig a házaspár ápolta. Sankovich Ádám anyai nagyanyja Szmodits Jánosné fületinci Keltz Katalin volt, Rosty Jánosné Keltz Anna leánytestvére. Tetemes vagyona, amelyet ez a 10 birtok képzett, nyitott kapunak bizonyult előkelő Zala- és Vas vármegyei családokkal való házasságokra a család következő generációjában. 
Az előnevet ismét kezdték használni, amikor 1694. június 21-én I. Lipót magyar király adományt adott Rosty Istvánnak és feleségének, Jobbágyi Regina a Vas vármegyei Barkócz-birtokra, amelyet a korábban említett Sankovics Ádámtól, Sankovich György németújvári tiszttartónak, és Szmodits Dorottyának a fiától szereztek. Vas megyében az 1733. évi összeírásban szerepelnek a család tagjai. Rosty Istvánnak (†1718) összesen 10 gyermeke megérte a felnőttkort: Rosty Erzsébet, Csákváry Jánosné Rosty Mária, vizeki Tallián Péterné Rosty Krisztina, Csernyánszkyné Rosty Rozina, Rosty Ádám, Rosty Zsigmond, Rosty László, Rosty István, Rosty Ferenc és Rosty Miklós. Rosty Zsigmond 1719 és 1726 között szombathelyi főszolgabíró volt, Rosty Miklós (†1739) huszárkapitányként szolgált, Rosty László, vasi főszolgabíró lett, és barkóci Rosty Ádám (†1732) udvari tolmács, udvari tanácsos, és Rosty István (†1744) tanácsos, Vas vármegye alispánjaként tevékenykedett.

#### Rosty Miklós és Sallér Teréz ága
Rosty István (fl. 1684–†1718), jószágkormányzó, földbirtokos és vasjobbágyi Jobbágyi Regina (fl.1691–1694) egyik fia, Rosty Miklós (†1739), huszárkapitány, kerületi táblai ülnök volt. Kőszegen lakott feleségével jakabházi Sallér Terézzel (1684–1757), akinek a szülei jakabházi Sallér László, földbirtokos és bellaji Bellavics Kata lánya volt. Az apai nagyszülei jakabházi Sallér István, földbirtokos és korongi Lippich Anna voltak; anyai nagyszülei bellaji Bellavics Gábor földbirtokos, a Batthyány családnak főszervitora, és lengyeltóti Lengyel Katalin voltak. Rosty Miklósné Sallér Teréz fivére jakabházi Sallér István (1690–1761), Magyarország alnádora, földbirtokos, akinek a felesége nádasi Nádasdy Klára (1685–1765) volt. 
Az előkelő Sallér Teréz több gyermekkel ajándékozta meg idősebb Rosty Lajost: Rosty Antal (1714–1756) huszárkapitányt; a szombathelyi lakos Rosty Miklós (1715–1768), huszárkapitány, akinek a neje rábabogyoszlói Vajda Anna volt; és utolsóként Rosty Lajos (1731–1780). Rosty Lajos (1731–1780) 1763. december 4-én Szentkereszten feleségül vette bajáki Bajáky Annát (1736–1787), akinek a szülei bajáki Bajáky Mihály (1671–1734) vasi főszolgabíró, földbirtokos és nicki Niczky Mária (1698–1759) voltak. Rosty Miklós és Vajda Anna egyetlenegy lánya, barkóci Rosty Magdolna (1762–1799), akinek a férje bezerédi Bezerédj Péter (1754–1812), insurgens kapitány, és egyben bezerédi Bezerédj György (1779–1863) alnádor, tanácsos édesanyja volt.
Rosty Antal (1714–1756), huszárkapitány, földbirtokos 1749. november 19-én vette el Jákon a szalapatakai Nagy családból való szalapatakai Nagy Erzsébetet (1734–1774), szalapatakai Nagy József és Hevenessy Erzsébet lányát. Rosty Antal (1714–1756) huszár kapitány, földbirtokos és szalapatakai Nagy Erzsébet frigyéből egyetlenegy gyermek érte el a felnőttkort: barkóci Rosty Antónia (1755–1797), akinek a férje tengelici Gindly Károly (1737–1805), királyi udvarnok, királyi asztalnok, földbirtokos volt.
Rosty Lajos (1731–1780) és Bajaky Anna házasságából két lány született: Rosty Erzsébet (1770–1792), hertelendi és vindornyalaki Hertelendy György (1764–1831), zalai alispán felesége, és Rosty Mária, Osterhuber Ferenc (1751–1835), zalai alispán házastársa. Rosty Lajos és Bajaky Anna házasságából szintén két fiú született: Rosty Antal (1768–1825), Kőszeg kerületi táblai ülnöke és ifjabb Rosty Lajos (1769–1839) kapitány, sümegi lakos. Rosty Lajos nyugalmazott kapitány a franciaországi Champagne vidékén a pezsgő készítését tanulmányozta, majd az 1800-as évek legelején ez irányú kísérleteit már Sümegen folytatta. Rosty Lajos felesége, Khelbl Anna (1776–1823), több gyermekkel ajándékozta meg őt. Ifjabb Rosty Lajos és Khelbl Anna fia, barkóci és hadenbergi Rosty Vince (1803–1857), táblabíró, ügyvéd, sümegi földbirtokos, becsületbeli tanácsos és uradalmi tiszttartó Sümegen. Rosty Vince szíve közel állt a reformkori új eszmékhez; az 1845-ben készült listán szerepelt a Zala megyei önkéntes adózó nemesek között, Deák Ferencet követve. Rosty Vince felesége, Kanicser Terézia (1805–1875) volt, akitől született öt leány- és egy fiú gyermeke. Rosty Vince és Kanicser Terézia leányai között található: Rosty Otília (1829–1874), akinek a férje mikanesdi Mikár Zsigmond (1826–1906), huszárkapitány, az 1848–1849. országos honvédegyletek központi bizottságának főjegyzője, valamint Rosty Szidónia (1832–1883), akinek a férje Sekulits István (1810–1885) magyar honvéd ezredes az 1848–49-es szabadságharcban, hivatalnok volt. Rosty Vince és Kanicser Terézia egyetlenegy fiúgyermeke Rosty István (1835–1883) hajóskapitány, aki kétszer nősült, azonban nem maradt meg leszármazottja. Rosty István halálával kihalt fiúágon Rosty Miklós és Sallér Teréz ága.

#### Rosty István és Sibrik Teréz ága
Rosty István (fl. 1684–†1718) jószágkormányzó, földbirtokos és vasjobbágyi Jobbágyi Regina (fl.1691–1694) egyik fia, barkóci Rosty István (†1744), királyi tanácsos, vasi alispán, földbirtokos, akinek a legsikeresebb politikai pályafutása sikerült. Rosty István, a jogi tanulmányai után báró Babocsay Pál (†1727) huszárezredében szolgált, ott huszárkapitányi rangig jutott. 1717-től Vas vármegye főpénztárnoka, 1725 és 1730 között a soproni kerület tartományi biztosa, és majd 1730-tól haláláig, 1744-ig Vas vármegye első alispánja volt. Feleségével, szarvaskendi és óvári Sibrik Terézzel (1692–1755), a csempeszházi kastélyban lakott; Rosty István hitvesének a szülei szarvaskendi és óvári Sibrik János, földbirtokos és bocsári Svastics Erzsébet voltak. Az apai nagyszülei szarvaskendi és óvári Sibrik Kristóf, földbirtokos és palásti Palásthy Zsuzsanna voltak; az anyai nagyszülei bocsári Svastics Gábor, földbirtokos és felsőeőri Francsics Éva voltak.
1732-ben Rosty István vármegyei alispán erőszakkal foglalta el az Őrség protestáns templomait és átadta azokat a katolikusoknak. Az év nyarán először a kemenesaljai evangélikus templomok „átvételére" került sor. Ez nagyjából simán ment, de nem így az őrségi és vendvidéki református illetve evangélikus templomok elvétele. Rosty István, a vármegye első alispánja, amikor megkísérelte elfoglalni az őrségi templomokat, kemény ellenállásba ütközött. Augusztusban az alispánt és kíséretét Külső Rákosnál (ma Kisrákos) fogadta feldühödött tömeg, amely a még hátralevő templomok – többek között Belső Rákos, Szentpéter, Kerca, Kerkáskápolna, Hódos, Velemér – átvételét meg is hiúsította. A templomok elfoglalására az év novemberében került sor. Ekkor Rosty katonasággal szállta meg az őrségi falvakat. A „legimpertinensebb" ellenállókat, így a kercai Pongrácz Mátyást és még egy személyt – valószínűleg a bükaljai Kalamár Andrást – elfogatták. Előbb Körmenden fogták őket pálca alá, majd a németújvári börtönbe kerültek.
Rosty István és Sibrik Teréz gyermekei között találhatók: barkóci Rosty Miklós (†Róma, 1767) pálos szerzetes, teológus; Hertelendy Gáborné barkóci Rosty Franciska (1729–1771); lomnicai Skerlecz Sándorné barkóci Rosty Mária (1710–1763); barkóci Rosty László (1732–1783); és ifj. barkóci Rosty István (1712–1791) aki feleségül vette királydaróci Daróczy Zsuzsannát, királydaróci Daróczy Ferenc (1686–1743), udvari tanácsos, Tolna, Baranya, Bács vármegye alispánja és örményesi Fiáth Zsófia (1692–1774) lányát. Rosty László (1732–1783), földbirtokos, feleségül vette vizeki Tallián Magdolnát (1742–1796), vizeki Tallián József (1701–1762) és báró szentgyörgyvölgyi Bakács Terézia (1706–1746) lányát, aki egyben vizeki Tallián Ádám, Vas vármegyei alispán, és örményesi Fiáth Borbála unokája volt. Rosty László és Tallián Magdolna (1742–1796) házasságából született: Rosty Terézia Petronella (1762–1832), akinek a férje, csuzi és pusztaszentmihályi Csúzy József (1752–1811) földbirtokos volt.
Ifjabb Rosty István és Daróczy Zsuzsanna fia, barkóci Rosty Ferenc (1748–1828), Anna O'Beirne (1757–1810) kisasszonnyal kötött házasságot. Az ő gyermeke, a székesfehérvári lakó barkóci Rosty Zsigmond (1784–1858) volt, akinek a házastársa a polgári származású székesfehérvári születésű Kiszling Johanna „Janka” (1793–1866) lett. Kiszling Janka szülei Kiszling Mátyás, székesfehérvári választott polgár, városi tanácsos, városi telekkönyvvezető kamarás, és Mühlhoffer Rozália voltak. Rosty Zsigmond és Kiszling Janka sok gyermeke közül, csak hadenbergi barkóci Rosty Zsigmond (1811–1875), 1848-as honvéd tüzérhadnagy vitte tovább a családot. Testvére, barkóci Rosty István (1818–1869), 1848-as honvéd alezredes nőtlen hunyt el, és rajta kívül volt két leánytestvére, bojári Vigyázó Rudolfné barkóci Rosty Róza (1819–1905) és lászlófalvi Eördögh Györgyné barkóci Rosty Anna (1823–1897).
Rosty Zsigmond (1811–1875), földbirtokos, jónevű író volt, akinek történelmi dolgozatai becsesek, számottevők. Az ügyvédi oklevél megszerzése után Fejér vármegyét szolgálta; 1832-től Fejér megye aljegyzője volt, később a hétszemélyes táblát is szolgálta. Házában működött az 1840-es évek elején a „Fejér Megyei Olvasó Társaság”. 1848-ban alapította a „Radical Lapot”, 1849-ben a Komáromi Értesítőt. 1848-ban részt vett a szabadságharcban; Rosty Zsigmond két testvérével, Rosty Györggyel és Istvánnal együtt harcolt a pákozdi csatában, miközben édesanyjuk Rosty Zsigmondné Kiszling Janka, Székesfehérváron imádkozott értük. Rosty Zsigmond főhadnagyként tette le a fegyvert Komáromban. Ez után birtokára ment gazdálkodni és irodalommal foglalkozni. 1867-től néhány évig Fejér megye főlevéltárnoka volt. Rosty Zsigmond 1842. augusztus 14-én vette feleségül a pesti belvárosi plébánián Birly Leopoldina Máriát (1821–1881), akinek a szülei Birly Flórián (1787–1854), királyi tanácsos, orvos, a pesti egyetem szülészet-nőgyógyászat professzora és Staffenberger Terézia voltak. A jeles orvos Birly Flórián 1824. január 10-én nemességet és családi címert szerzett I. Ferenc magyar királytól.
Rosty Zsigmond és Birly Leopoldina frigyéből két fiúgyermek született: a Bécsben lakó barkóci Rosty Zsigmond (1843–1893), császári és királyi kamarás, meghatalmazott miniszter a perzsa királyi udvarnál, aki nőtlen hunyt el, és barkóci Rosty Flórián (1845–1894), császári és királyi kamarás, követségi tanácsos, aki 1885. december 29-én Gácson feleségül vette gyimesi és gácsi Forgách Ilona (1862–1945) grófnőt. Forgách Ilona grófnő anyja, a prágai születésű Ederer Florentina (1843–1922) volt, gróf Forgách Antal (1819–1885) főispánnak a felesége volt; 1862-ben Forgách Ilonát világra hozta törvénytelen úton Forgách Antaltól. A kisleányt gróf Forgách Antal örökbe fogadta a saját törvénytelen lányát, és az uralkodóhoz folyamodva végül 1878. július 14-én I. Ferenc József magyar király törvényesítette; a "Forgách" vezetéknevet, a család nemesi előnevei használatát megengedte, valamint a grófi címet is átruházta.
Rosty Flórián és gróf Forgách Ilona házasságából két gyermek született: gróf kőrösszegi és adorjáni Csáky Gusztávné barkóci Rosty-Forgách Marietta (1887–1920) és barkóci Rosty-Forgách Ferenc Zsigmond (1892–1957), követ, királyi tanácsos. A magyar királyi belügyminiszter mint legfőbb nemesi hatóság 1927-ben megengedte hogy a gróf Forgách Antal (1869–1931) által örökbefogadott unokaöccse Rosty I. Ferenc magyar királyi követségi titkárnak a „Rosty-Forgách” nevet használhassa. A két gyermeke az anyjának a „Forgách” vezetéknevét felvették az apja mellé, és onnantól fogva a leszármazottjai a Rosty-Forgách név alatt szerepeltek. Nemesi előnevük továbbra is egyedül csak a barkóci maradt, hiszen nem éltek királyi joggal se az anyjuk nemesi előneveivel, se az anyja grófi címével. 1946-ban Rosty-Forgách Ferenc diplomata, még a csehszlovákiai magyar állampolgárok érdekeit védő prágai meghatalmazottként tevékenykedett, később Dél-Amerikába emigrált, majd Santiago de Chilében hunyt el. 
Rosty-Forgách Ferenc (1892–1957) 1928. augusztus 1-én Prágában feleségül vette gróf Anna Marie von Harrach zu Rohrau und Thannhausent (1906–2001), akinek a szülei gróf Franz Harrach (1870–1937), és herceg Sarah zu Hohenlohe-Waldenburg-Schillingfürst (1880–1908) voltak. Rosty-Forgách Ferenc és gróf Harrach Anna Mária egyik gyermeke Rosty-Forgách Miklós, forgatókönyv, regény író, aki 1935-ben született Prágában. A második világháború után a Rosty-Forgách családot kisajátították, és menekültként emigráltak Dél-Amerikába, Chilébe, ahol apja, Rosty-Forgách Ferenc hunyt el. Rosty-Forgách Miklós chilei állampolgárságot szerzett; feleségül vette Astrid von Lochowot (*1938), akinek a szülei Ferdinand von Lochow (1911–1941), és gróf Wendula von Kanitz voltak. Rosty-Forgách Miklós és Astrid von Lochow, valamint két gyermeke visszatért Európába és a bajorországi Lenggriesben telepedtek le. Leszármazottjaik mai napig élnek.

#### Rosty László és Csapody Mária ága

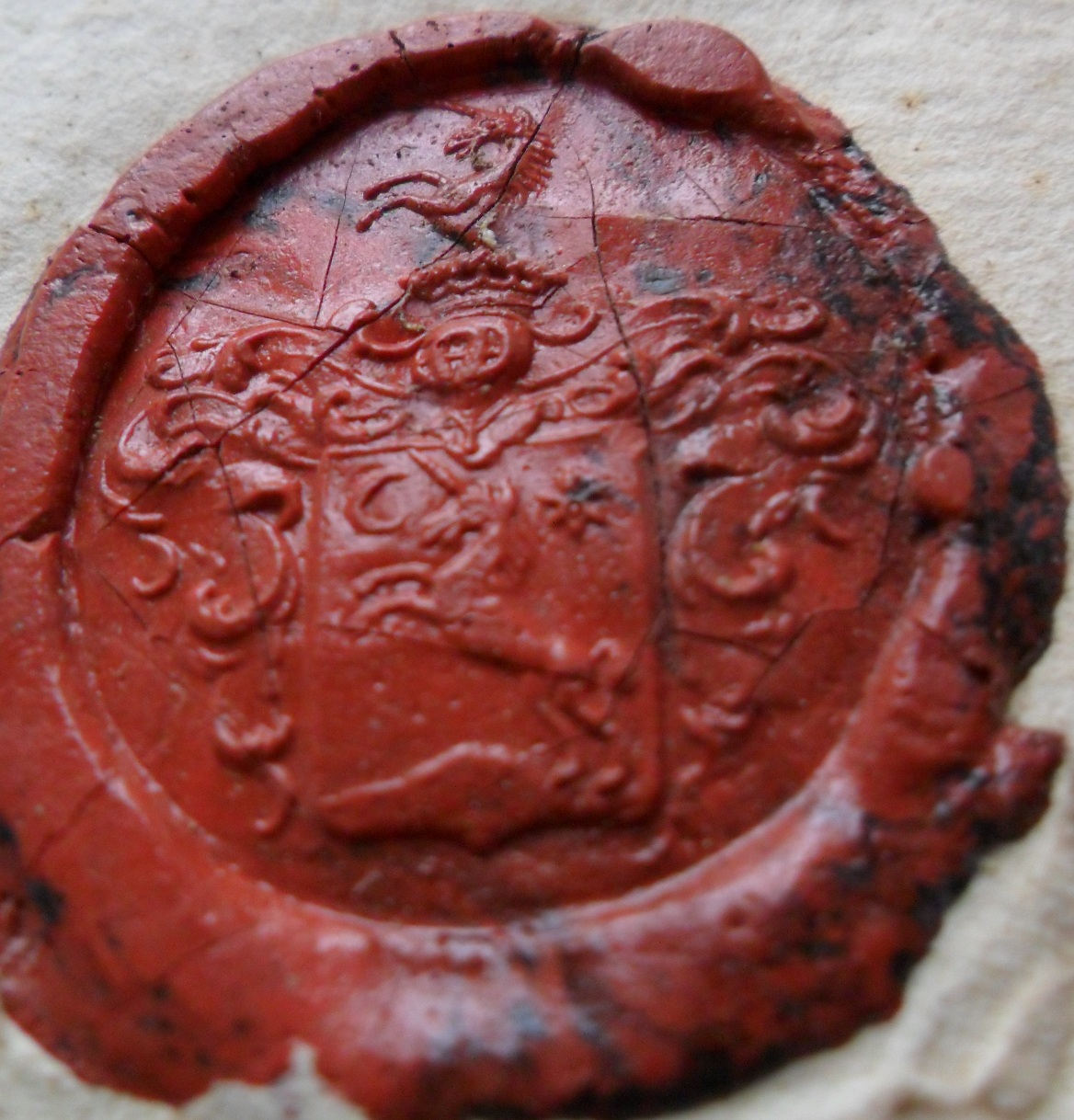
Barkóci Rosty Ferenc (1718–1790) Vas vármegye alispánjának, követének, királyi tanácsosnak a viaszpecsétje

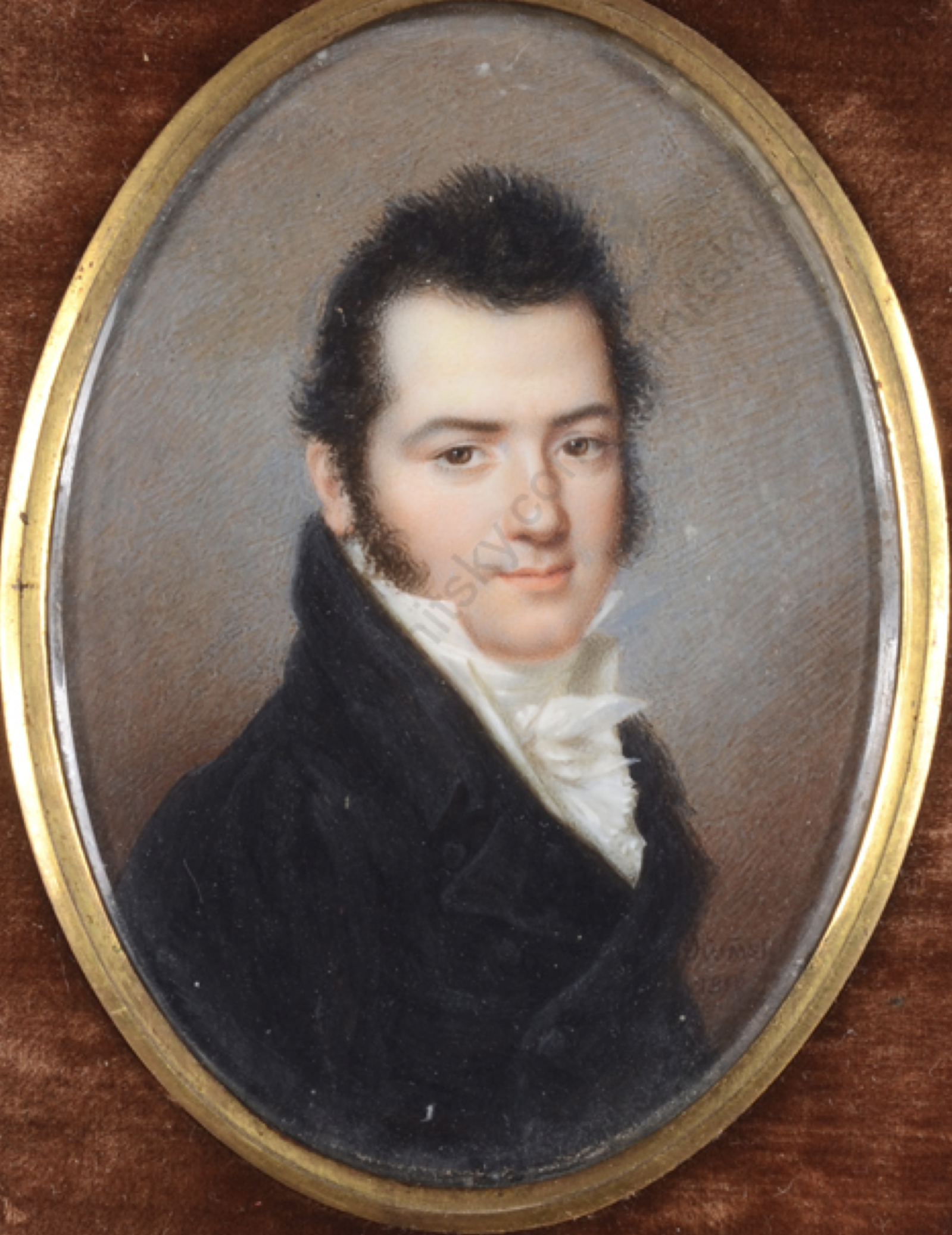
Barkóci Rosty Károly (1785–1835), császári királyi kamarás, 1809-ben a Blanckenstein-huszárezred főhadnagya, őrnagy 1816-ban

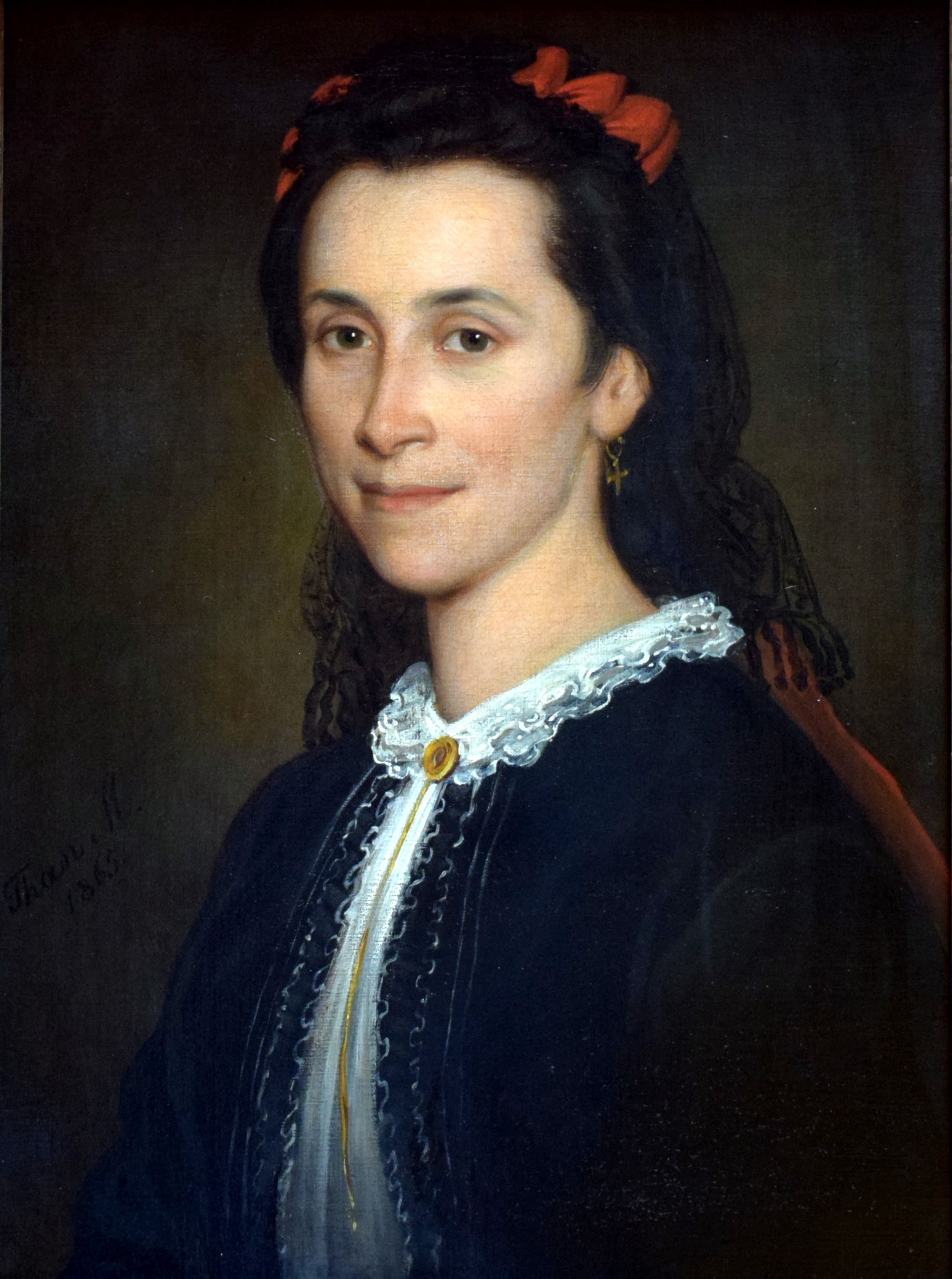
Vásárosnaményi báró Eötvös Józsefné barkóci Rosty Ágnes (1825–1913) úrnő portréja, Than Mór alkotása

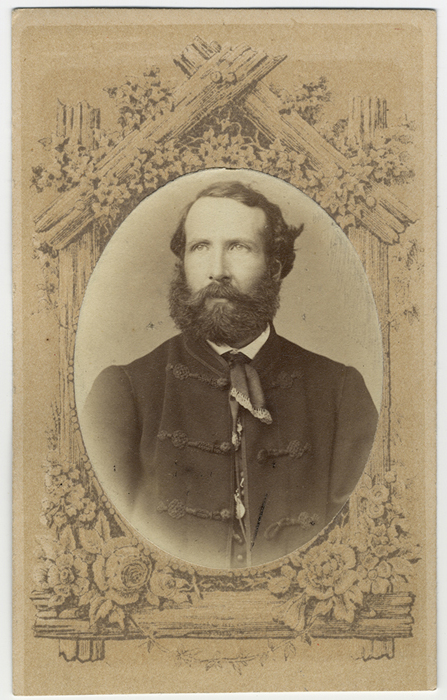
Barkóci Rosty Pál (1830–1874), földrajztudós, néprajztudós, fotográfus

Rosty István (fl. 1684–†1718), jószágkormányzója, földbirtokos és vasjobbágyi Jobbágyi Regina (fl. 1691-1694) egyik fia, barkóci Rosty László (fl. 1710-1730), vasi főszolgabíró, földbirtokos volt. 1710. március 8-án Dozmaton feleségül vette a zalalövői Csapody családból származó zalalövői Csapody Máriát, zalalövői Csapody István (†1703), a zalalövői várkapitány és a régi és tehetős köznemesi származású osztopáni Perneszy család sarja osztopáni Perneszy Zsófia (fl. 1651–1702) lányát. Csapody Istvánné Perneszy Zsófia szülei osztopáni Perneszy István (fl. 1647–1663), a zalalövői vár főkapitánya, földbirtokos és nyéki Rauch Zsuzsanna (fl. 1657) voltak. Csapody Istvánné Perneszy Zsófiának az apai nagyszülei osztopáni Perneszy Ferenc (fl. 1606–1651), Zala és Somogy vármegyék alispánja, országgyűlési követe, a lövői várkapitány, földbirtokos és szombathelyi Zombathely Zsófia asszony voltak; az anyai nagyszülei pedig nyéki Rauch Dániel (fl. 1613–1663), nedelici főharmincados, a szlavóniai harmincadok főnöke, és Fürnberg Anna Jusztina (fl. 1657) voltak. Csapody Istvánné Perneszy Zsófiának az apai nagyapai dédszülei osztopáni Perneszy János (fl. 1577–†1606), Zala vármegye alispánja, a kanizsai vár lovaskapitánya, a lövői várkapitány, földbirtokos, valamint pákosi Paksy Katalin (fl. 1599) voltak. Csapody Istvánnénak az anyai nagyapai dédszülei szombathelyi és rajkai Zombathely György (fl. 1590– 1636), a magyar királyi kamarának a tanácsosa, Moson vármegye alispánja 1606 és 1612, földbirtokos és vizkeleti Vizkelethy Ilona (fl. 1622) voltak; az utóbbi asszonynak a szülei vizkeleti Vizkelethy Jakab (fl. 1554–1580), a királyi kancellária jegyzője, földbirtokos és rávonyi Rávonyi Zsófia (fl. 1559–1580) voltak. Apai ágon Csapody Istvánné Perneszy Zsófia neves középkori dunántúli családok leszármazottja volt a bajnai Both családnak, valamint a németújvári Batthyány család, a polyanai Brodarics család, a csébi Pogány család, az enyingi Török család, az alsólendvai Bánffy család, a Szentgróti család, a thapsoni Anthymus család, a Parlaghy család, a beregszói Hagymássy család és a Salamonváry család is szerepeltek az egyenesági felmenői között.
1714. május 2-án a Kerka folyó melletti Kutas birtokon megjelent szalapatakai Nagy György alias Gábor György, Zala vármegye másodalispánja, és neje zalalövői Csapody Katalin, valamint barkóci Rosty László, és neje Csapody Mária, akik perelték gróf Batthyány Ádám özvegyét, gróf Strattmann Eleonórát, akinek az officialisa és a körmendi uradalmának jószágkormányzója, Kiss Szabó alias Osterics Pál, 1711-ben a grófnő összes jobbágyával hatalmaskodott ezen a birtokon és több értéket hordtak át Edericsbe. Később, az 1728-ai összeírásban, Rosty László már egyedül szerepelt, az elhunyt neje nélkül, és a többi Csapody családbeli rokonával együtt, mint háshágyi és zalalövői földbirtokosok. Csapody Mária halála után, Rosty László feleségül vette béri Balogh Katalint, béri Balogh Ádám (1678–1711) tábornok, és tolnai Festetics Julianna (1673–1753) lányát. 1734. április 22-én a néhai Rosty László özvegyeként szerepelt béri Balogh Katalin, amikor a béri Balogh család osztotta fel a jószágaikat.
Rosty Lászlónak az összes gyermeke az első feleségétől, zalalövői Csapody Máriától, született: Rosty Ferenc (1718–1790), királyi tanácsos vasi alispán, Rosty Anna Mária (1722–1784) boldogfai Farkas Ferenc (1713–1770) zalai alispán hitvese, Rosty János (1717–1762), és Rosty Katalin, szalapatakai Nagy Mihály (1706–1756), zalai alispán és királyi tanácsos neje. A két fiú és két leánygyermek az 1739. évi vagyonosztás során egyaránt részesült az ingatlanokból. A fiatalabb fiúgyermek Rosty Ferenc, a jáki kastély és jószágok felét, Csében két egésztelkes jobbágyot (a kastélybeli jogosultságokkal), a salomvári szőlőbirtokok felét, továbbá Pácsod prediumban szántókat, réteket kapott. Az idősebb fivér, Rosty János, Mérőn, Geszti ben, Osztopánban, Jákón (Somogy vm.) örökölt, malomjövedelme Mérőről szár mazott, Zala vármegyében család két felszabadított jobbágyát „kapta". A legkisebb leány, (boldogfai Farkas Ferencné) Rosty Anna a Vas megyei jáki birtokok felét, Hásságyon 2 jobbágytelket, a salomvári szőlőhegyben részbirtokot, továbbá az ottani malomjövedelem felét, illetve Bödörfán, Györkefán réteket kapott. Rosty Katalin (szalapatakai Nagy Mihályné) nénjének a Somogy vármegyei Ádánd, Bálványos, Kapoly települések jutottak, Zala megyében, Lövőn az Iván nevű jobbágyot, gazdaságát, Mindszenten egy zsellért, továbbá Szentpéter és Keresztúr pusztákon réteket, szántókat kapta. Őrá a lövői malomrész maradt. Minthogy ő szőlőbirtokot nem kapott, a csébi határban még egy kisebb ingatlant nyert. Rosty Ferenc jáki residentiája (a 4 részre osztott kastély kivételével) az ifjabb fiúnak és leánynak jutott, míg a két idősebb testvér ingatlan örökségeinek súlypontját a Somogy megyei birtokok jelentették.
Rosty Lászlónak és Csapody Máriának az legidősebb fiúgyermeke, Rosty János (1717–1762) volt, aki Somogy vármegyébe költözött. Nemespulai Pulay Róza asszonytól született az egyetlen fiúgyermeke, Rosty Ferenc (1755–1803), aki kétszer nősült meg: először 1779. július 19-én mindszenti Kapuváry Terézt vette el, majd nagyszigeti Szily Jusztinát. Az első feleségétől származó Rosty Franciska (1782–1842) férjhez ment bonyhádi Perczel Ádámhoz (1770–1842), tolnai insurgens alezredeshez, aki nagybátyja volt bonyhádi Perczel Mórnak.
Rosty Lászlónak és Csapody Máriának legfiatalabb leánygyermeke, barkóci Rosty Anna Mária (1722–1784) boldogfai Farkas Ferenchez (1713–1770) zalai alispánhoz ment férjhez; Rosty Lászlónak és Csapody Máriának a legidősebb leánygyermeke, Rosty Katalin, szalapatakai Nagy Mihály (1706–1756), zalai alispán és királyi tanácsos neje lett. 1759-ben Rosty Katalin kápolnát építtetett Pusztaszentpéteren, amely 150 személyt tudott befogadni. Az özvegy asszony szalapatakai Nagy Mihályné 1760. július 14-én kelt végrendeletében ráhagyott minden zalalövői ingó és ingatlan javát az unokaöccsére, a leánytestvére boldogfai Farkasné legidősebb fiára, boldogfai Farkas András (1740–1782) zalalövői főszolgabíróra.
A legfiatalabb fiúgyermeke Rosty Lászlónak és Csapody Máriának, Rosty Ferenc (1718–1790) Vas vármegye alispánja, királyi tanácsos, vármegyei országgyűlési követ volt. Az úrbérrendezés korában, Rosty Ferenc alispán összesen 9 úrbéri birtokkal rendelkezett, 578 úrbéri holdja, 42 jobbágya és 27 zsellére volt. Az első neje balázsfalvi Orosz Mária (1720–1751) halála után, Bajáki Katalint (1726–1782), Bajáki Mihály (1671–1734) vasi főszolgabíró és nicki Niczky Mária (1698–1759) lányát vette el, akitől született mezőszegedi Szegedy Ignácné barkóczi Rosty Katalin Rozália (1753–1787), Kisfaludy Sándorné mezőszegedi Szegedy Róza édesanyja. A második nejétől szintén született barkóci Rosty János (1758–1810) keszthelyi plébános, hahóti apát. Rosty Ferencnek első feleségétől barkóci Rosty Pál (1745–1810) főhadnagy származott, akinek a felesége nedecei Nedeczky Anna (1764–1839), Nedeczky Albert és báró Újváry Valburga lánya. Rosty Pál, valamint öccse, Rosty János (1758–1810) apát, a Magyar jakobinus mozgalomba belekeveredett; Rosty Pált 1794-ben elítélték, azonban szabadon bocsátották 1795. május 20-án. Rosty Pál öregkorában a császárhű Sigray József ivánci kastélyában lakott, és ott is halt meg 63 évesen, 1810. október 26-án. Rosty Pál és Nedeczky Anna házasságából származott barkóci Rosty Albert (1779–1847) békési alispán, aki a nála 22 évvel fiatalabb Eckstein Annát (1801–1843), Eckstein Ferenc és Wehner Erzsébet, lányát vette feleségül, és így a család Pestre került.
Rosty Albertnek csak egy fiúgyermeke volt: a híres világutazó, földrajztudós és néprajztudós, fotográfus, az MTA levelező tagja, Rosty Pál (1830–1874). A három lánya előkelő családokhoz ment feleségül: Rosty Ágnes (1825–1913) báró Eötvös Józsefhez (1813–1871), akik Eötvös Loránd szülei voltak; Rosty Ilona (1826–1870) Trefort Ágostonhoz (1817–1888) titkos tanácsoshoz; és barkóci Rosty Anna (1828–1927) gróf Amadei Rudolf (1814–1898) bukovinai kormányzó, udvari tanácsoshoz. Rosty Albert gyermekeivel kihalt a családnak ez az ága.

## A „hadenbergi” nemesi előneve a barkóci Rosty családnak
Rosty Ferenc vasi alispán 1784. július 26-án Jákon írt levelet leányának, mezőszegedi Szegedy Ignácné Rosty Katalinnak, és ezen magyarázta neki azt, hogy a de Hadenbergh nemesi előnév is megilleti őt és családját mivel, hogy : "...Famíliánk semmi veszedelemben nincsen, vagyon három rendbéli Királi Donatio, Hadenbergrül, Bárkoczi Joszághrul és Hodászon Sankovics Ádám Joszághrul, vagyon Armalis levele Famíliánknak másfél Seculumtól foghva cum praedicato de Hadenbergh...". Leszármazottjai nem igazán gyakran használták ezt a másik hadenbergi nemesi előnevet, amelyet egy kis stájerországi település után, Hartberg után, vettek fel; Rosty Ferenc unokatestvérének unokái több ízben használták a 19. század során. A Rosty István és Sibrik Erzsébet ágából való Rosty Zsigmond és Kiszling Janka gyermeke hadenbergi és barkóci Rosty Zsigmond (1811–1875) gyászjelentésén és egyéb okiratokban a család másik nemesi előnevével, "hadenbergi"-vel szerepelt; szó szerint olvasható ezen: "hadenbergi barkóci Rosty Zsigmond". A Rosty Miklós és Sallér Terézia ágbeli Rosty Vince (1803–1857), táblabíró, ügyvéd, becsületbeli tanácsos és uradalmi tiszttartó Sümegen, szintén szerepelt több ízben a "barkóci és hadenbergi Rosty Vince" név alatt.

## A Rosty család címere
A barkóci Rosty család címere leírása (1632. október 31.): A pajzs kék udvarában, hármas zöld halom fölött hátulsó lábain álló fehér egyszarvú, fölötte a jobb oldalon csillag, a bal oldalon félhold ragyog. A sisakdísz: kiemelkedő pajzsalak. Takarók: jobbról ezüst-vörös, balról arany-fekete.

## A család nevezetesebb tagjai
- Rosty Bertalan, földbirtokos, aki 1526-ban a mohácsi csatában esett el
- Rosty Mihály, munkácsi várnagy, földbirtokos
- Rosty János (fl. 1632–1650), földbirtokos, 1632-ben armálist szerzett
- Rosty István (fl. 1684–1718), földbirtokos, a gróf Batthyány család javainak jószágkormányzója
- Rosty István (†1744), királyi tanácsos, Vas vármegye alispánja, táblabíró, földbirtokos
- Rosty Miklós (†1767), OSPPE szerzetes, teológus
- Rosty Ferenc (1718–1790), királyi tanácsos, Vas vármegye alispánja, majd országgyűlési követe, földbirtokos
- Rosty Pál (1745–1810), főhadnagy volt, táblabíró, elítélt magyar jakobinus
- Rosty János (1748–1807),[60] kőszegi kerületi táblai jegyző, elítélt magyar jakobinus
- Rosty János (1758–1810), keszthelyi plébános, hahóti apát
- Rosty Lajos (1769–1839), cs. kir. kapitány, úttörő a pezsgőkészítésben Magyarországban
- Rosty Albert (1779–1847), Békés vármegye főjegyzője, alispánja
- Rosty István (1817–1869), 1848-as honvéd alezredes, Fejér megye főszolgabírája, borász, birtokos
- Rosty Pál (1830–1874), földrajztudós, néprajztudós, fotográfus, az MTA levelező tagja
- Rosty Zsigmond (1811–1875), jó-nevű író, hírlápíró, jogász, Fejér megye fő-levéltárnoka, földbirtokos
- Rosty Zsigmond (1843–1893), császári és királyi kamarás, meghatalmazott miniszter a perzsa királyi udvarnál
- Rosty Flórián (1845–1894), császári és királyi kamarás, követségi tanácsos
- Rosty-Forgách Ferenc Zsigmond (1892–1957), diplomata, követ, királyi tanácsos